# Timintira
Timintira est une localité située dans le département de Périgban de la province du Poni dans la région Sud-Ouest au Burkina Faso.

## Géographie
Timintira situé à environ 17 km au sud-est de Périgban, le chef-lieu du département, et de la route nationale 12 reliant Kampti à Gaoua.

## Santé et éducation
Depuis mars 2013, Timintira accueille un centre de santé et de promotion sociale (CSPS) alors qu'auparavant le plus proche se trouvait à Passéna dans le département voisin de Kampti. D'un coût total de 100 millions de francs CFA financés par le Plan Burkina et l'Agence sud-coréenne de coopération internationale, l'ensemble du centre de santé regroupe un dispensaire, une maternité, un dépôt pharmaceutique, trois blocs de latrines, un forage, un hangar et deux logements pour les infirmiers, le tout alimenté en électricité par des panneaux solaires.
Le centre hospitalier régional (CHR) de la province se trouve quant à lui à Gaoua.